# Kalkmålning
Kalkmålning kan avse ett antal olika målningstekniker relaterade till kalk, såsom målning med kalkfärg eller målning på underlag av kalkputs, eller en målning utförd med sådan teknik.
I Norden är termen kalkmålning vanlig även för muralmålning utförd på kalkputs. Användningen är dock inte helt enhetlig, det förekommer både snävare och bredare definitioner, och termen behöver specificeras där det finns risk för missförstånd. I litteratur och forskning används även det mer inkluderande begreppet muralmålning för dessa, med tydligare specificering av teknik vid behov.

## Kalkfärg
Kalkfärg är en vattenbaserad målningsfärg, som i sin traditionella form, med lufthärdande kalk, utgörs av kalkmjölk, en uppslamning av våtsläckt kalk (kalciumhydroxid) i vatten, där kalken fungerar både som bindemedel och vitt pigment. Andra färger fås genom att tillsätta kulörta pigment, som då måste vara kalkäkta, det vill säga, de måste tåla kalkfärgens alkaliska miljö. Kalkfärgen härdar genom så kallad karbonatisering, där kalciumhydroxiden reagerar med kolsyra och ombildas till kalciumkarbonat som kristalliserar. Kolsyran kommer från luftens koldioxid som löst sig i vattnet.
Lufthärdande kalkfärg används främst på underlag av traditionell kalkputs, som ger det bästa fästet, till exempel fasader och andra väggar både inomhus och utomhus, även konstnärligt, såsom vid muralmålning.

## Muralmålning på kalkputs

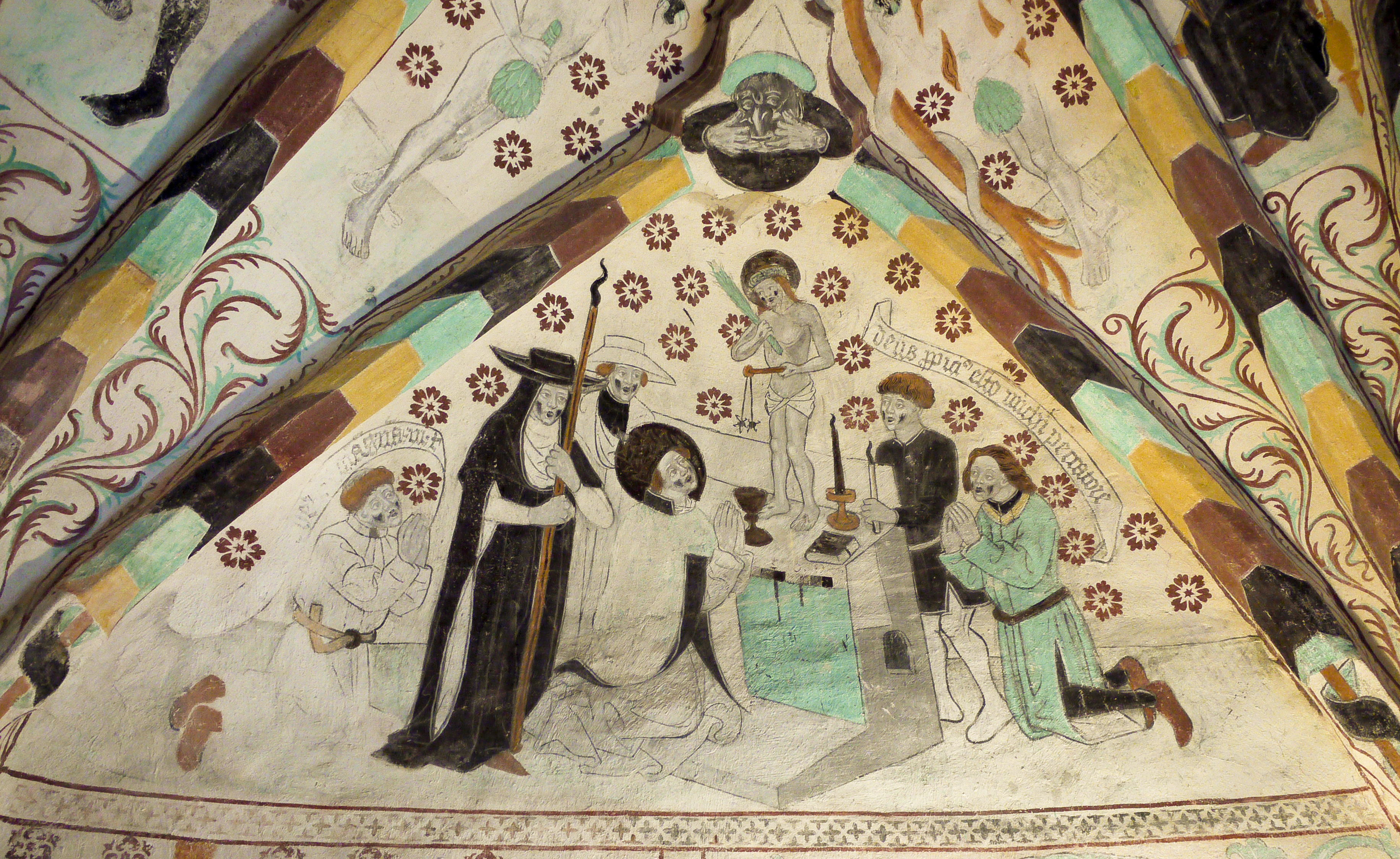
Gregorii mässa, seccomålning i Härkeberga kyrka, av Albertus Pictors verkstad, 1480-tal.

Muralmålningsteknikerna på kalkputsade underlag kan grovt delas in två huvudgrupper: freskoteknik (al fresco) på färsk, fortfarande fuktig puts, och seccoteknik (al secco) på redan härdad, eller torr, puts.
Underlaget brukar först byggas upp med åtminstone ett par lager kalkputs över hela ytan. Det yttersta lagret, som man målar på, kallas intonaco och består av en extra fin puts. För att få ett ljust underlag, utgörs sandmaterialet ofta av finkrossad, vit marmor, och den här putsen kallas då även marmorino.
Vid freskoteknik slammas färgpigment upp i vatten och stryks på den färska putsen. De blandas då in i kalkens ytskikt och omges av dess kristaller när putsen härdar. Det gör att al fresco är den mest hållbara av teknikerna på kalkputs. Den rena freskotekniken, där pigmenten kommer in ordentligt i underlaget, kallas även buon fresco.
Vid seccoteknik, där man målar på en redan härdad puts, behöver man tillföra bindemedel tillsammans med pigmenten, det vill säga man använder en målarfärg. Den kan vara en kalkfärg, men ofta hittar man även andra bindemedel än kalk i sådana målningar. Med seccoteknik kan en målning färdigställas snabbare. Samtidigt har man inte freskoteknikens tidspress, och tekniken medger målning av finare detaljer. Den används dessutom som komplement till freskoteknik. Målning på en redan härdad puts skapar dock ett skikt som inte har en kemisk, utan bara fysikalisk bindning till underlaget. Det blir därför inte lika hållbart som vid freskoteknik, där pigmenten innesluts i underlaget när det härdar.

## Andra exempel
Den fina kalkputsen med vit marmor, kallad marmorino, kan också användas som ytmaterial färgsatt med pigment. Då den ofta efterbehandlas med tvål eller vax och kan ges en hög glans, kallas den ibland även för stucco lustro. Stucco lustro avser annars en liknande kalkputs där man blandat i tvål direkt i materialet.